# María Francisca de Sales Portocarrero-Palafox y Kirkpatrick
María Francisca de Sales Portocarrero-Palafox y Kirkpatrick (Granada, 29 de gener de 1825 - París, 16 de setembre de 1860) va ser una noble espanyola, IX comtessa de Montijo, entre d'altres títols, Gran d'Espanya i duquessa consort d'Alba i de Berwick.

## Biografia
Nascuda a Granada el 29 de gener de 1825, era filla de Cipriano Palafox y Portocarrero, VIII comte de Montijo, i de María Manuela Kirkpatrick de Closeburn, filla del cònsol estatunidenc de Granada. Germana d'Eugènia de Montijo, esposa de Napoleó III i emperadriu consort dels francesos.
Es va educar entre París i Madrid, juntament amb la seva germana Eugènia. Poc després del seu naixement, a causa de les relacions del seu pare amb els liberals, la família es va traslladar a París, on van tenir contacte assidu amb Stendhal o Prosper Merimée. El 1839 va heretar alguns dels títols nobiliaris del seu pare, entre els quals el de comtessa de Montijo i duquessa de Peñaranda de Duero, ambdós amb Grandesa d'Espanya, mentre que la seva germana n'heretà uns altres.
El 1843 van tornar a Madrid i s'instal·len a un palau de la plaça de l'Ángel, i el 14 de febrer de 1848 es va casar a la capital amb el XV duc d'Alba, Jacobo Fitz-James Stuart, amb qui va tenir 4 fills, dels quals 3 van arribar a la maduresa, Carlos María, María de la Asunción i María Luisa. Des del seu matrimoni va ser coneguda com «Paca Alba». Va tenir una salut molt delicada, raó per la qual va marxar a París per que la veiessin metges francesos, tanmateix, la seva malaltia, probablement una leucèmia, estava molt avançada i no van poder fer res per ella. La comtessa va morir a la capital francesa el 16 de setembre de 1860 als 35 anys.

## Títols
Al llarg de la seva vida va ostentar els següents títols nobiliaris:
- Comtessa de Casarrubios del Monte
- Comtessa de Fuentidueña
- Comtessa de Miranda del Castañar
- Comtessa de Montijo
- Comtessa de San Esteban de Gormaz
- Duquessa de Peñaranda de Duero
- Marquesa de la Algaba
- Marquesa de la Bañeza
- Marquesa de Barcarrota
- Marquesa de Mirallo
- Marquesa de Valdunquillo
- Marquesa de Valderrábano
- Marquesa de Villanueva del Fresno